# Katima Mulilo
Katima Mulilo (SiLozi für Löscht das Feuer) ist Stadt, Wahlkreis (Katima Mulilo Stadt, englisch Katima Mulilo Urban) und Hauptstadt der Region Sambesi (ehemals Caprivi) im äußersten Nordosten Namibias. Die Stadt liegt am Südufer des Flusses Sambesi, hier Grenzfluss zum auf der Nordseite des Flusses gelegenen Ort Sesheke, Sambia. Katima Mulilo hat (Stand 2023) 46.401 Einwohner auf einer Fläche von 44,94 Quadratkilometer. Dies ergibt eine Bevölkerungsdichte von 1033 Einwohnern je km².

## Geschichte
Infolge des Helgoland-Sansibar-Vertrags wurde der Caprivizipfel am 1. Juli 1890 Teil des damaligen Deutsch-Südwestafrika und damit der am weitesten von der Hauptstadt Windhoek entfernte Teil des heutigen Namibia. Katima Mulilo wurde 1911 gegründet und übernahm 1935 den Verwaltungssitz für den Caprivi, da es gegenüber dem 1909 gegründeten Luhonono (ehemals Schuckmannsburg) höher lag und nicht so sehr den jahreszeitlich bedingten Überschwemmungen des Sambesi ausgeliefert war. Aufgrund der unpassierbaren Sumpflandschaft zwischen Okavango und Cuando war der Caprivizipfel jedoch bis in die 1940er Jahre nicht auf dem Landweg zu durchqueren und insofern konnte das auf dem Landweg 1.230 km von Windhoek entfernte Katima Mulilo damals nur über das Betschuanaland oder Nordrhodesien erreicht werden. Obwohl der Caprivizipfel schon zur Unabhängigkeit Namibias durch eine Schotterstraße nach Rundu besser an das Land angebunden war, machten Witterungsbedingungen, der Einbezug in die Auseinandersetzungen des Bürgerkriegs in Angola (1975 bis 2002) und eigene Unabhängigkeitsbestrebungen im Caprivi den Ostcaprivi noch bis ins 21. Jahrhundert nur mit Mühen erreichbar.

## Geographie

### Klima
|                       | Jan   | Feb   | Mär  | Apr  | Mai  | Jun  | Jul  | Aug  | Sep  | Okt  | Nov  | Dez   |   |       |
| Mittl. Tagesmax. (°C) | 31,3  | 30,5  | 29,8 | 29,1 | 27,4 | 24,5 | 25,0 | 29,1 | 33,8 | 33,0 | 30,3 | 29,8  | ⌀ | 29,5  |
| Mittl. Tagesmin. (°C) | 19,1  | 19,1  | 18,7 | 14,6 | 10,2 | 6,1  | 4,6  | 8,3  | 14,1 | 17,3 | 19,3 | 18,8  | ⌀ | 14,2  |
|                       |       |       |      |      |      |      |      |      |      |      |      |       |   |       |
| Niederschlag (mm)     | 169,4 | 160,6 | 88,7 | 17,7 | 1,9  | 0,5  | 0    | 0,2  | 2,6  | 18,8 | 69,7 | 151,8 | Σ | 681,9 |
|                       |       |       |      |      |      |      |      |      |      |      |      |       |   |       |
| Luftfeuchtigkeit (%)  | 68    | 66    | 70   | 61   | 53   | 53   | 62   | 50   | 42   | 46   | 49   | 57    | ⌀ | 56,4  |

| 19,1 |

| 19,1 |

| 18,7 |

| 14,6 |

| 10,2 |

| 6,1 |

| 4,6 |

| 8,3 |

| 14,1 |

| 17,3 |

| 19,3 |

| 18,8 |

| 19,1 |

| 19,1 |

| 18,7 |

| 14,6 |

| 10,2 |

| 6,1 |

| 4,6 |

| 8,3 |

| 14,1 |

| 17,3 |

| 19,3 |

| 18,8 |

## Infrastruktur
Das Erscheinungsbild von Katima Mulilo entspricht dem anderer Ortschaften nördlich des Veterinärzauns. Es fehlen fast gänzlich die Einflüsse der deutschen Kolonialzeit. Die Stadt verfügt über Schulen, Krankenhäuser, Supermärkte und Tankstellen. Katima Mulilo verfügt mit dem Flughafen Katima Mulilo (Mpacha) über einen Flughafen, allerdings endete der Linienflugbetrieb im Februar 2021 durch das Aus von Air Namibia. Wenig später nahm FlyNamibia den Linienflugbetrieb auf.

### Bildungseinrichtungen
Grundschulen
| - Caprivi Senior Primary School - Gunkwe Primary School - Isuswa Primary School - Ivilivinzi Primary School - Katima Mulilo Primary School | - Mulumba Primary School (RKK Namibia) - Sachinga Primary School - Samudono Primary School - Sifuha Primary School |

Weiterführende Schulen
| - Caprivi Senior Secondary School - Ikaba Secondary School - Imukusi Junior Secondary School - Kaliangile Junior Secondary School - Kasika Junior Secondary School - St. Kizito College (RKK Namibia) - Lusu Junior Secondary School - Mutikitila Junior Secondary School - Muzii Junior Secondary School - Nakabolelwa Secondary School - Namiyundu Junior Secondary School | - Kankuntwe Junior Secondary School - Sacona Junior Secondary School - Sanjo Senior Secondary School - Sauzuo Junior Secondary School - Sesheke Junior Secondary School - Sikosinyana Secondary School - Sikubi Junior Secondary School - Silumbi Junior Secondary School - Simataa Secondary School - Singalamwe Junior Secondary School |

Weiterführende Bildungseinrichtungen
- Zambezi Vocational School
- Caprivi College of Education, heute Universität von Namibia

## Politik
Bei den Kommunalwahlen 2020 wurde folgendes amtliche Endergebnis ermittelt. Damit verlor die SWAPO erstmals deutliche an Sitzen.
| Partei                                  | Stimmen | Prozent | Sitze |
| --------------------------------------- | ------- | ------- | ----- |
| SWAPO                                   | 1530    | 59,2 ▼  | 4 ▼   |
| PDM                                     | 448 ▲   | 17,3 ▲  | 1 ▬   |
| IPC                                     | 252 NEU | 9,7 NEU | 1 NEU |
| National Democratic Party of Namibia    | 147 ▲   | 5,7 ▲   | 1 ▲   |
| Katima Alliance Development Association | 122 ▲   | 4,7 ▲   | 0 ▬   |
| LPM                                     | 49 NEU  | 1,9 NEU | 0 NEU |
| RP                                      | 27 NEU  | 1,0 NEU | 0 NEU |
| RDP                                     | 10 ▼    | 0,4 ▼   | 0 ▬   |
| Insgesamt                               | 2585    | 100     | 7     |

## Städtepartnerschaften
| Otjiwarongo Windhoek, seit 23. August 2017 |

## Söhne und Töchter der Stadt
- Beatrice Masilingi (* 2003), namibische Leichtathletin
- Ryan Nyambe (* 1997), namibisch-englischer Fußballspieler
- George Simataa (* 1960), namibischer Politiker